# Łady (powiat sochaczewski)
Łady (niem. Lade) – wieś w Polsce położona w województwie mazowieckim, w powiecie sochaczewskim, w gminie Iłów.
Sołectwo Wola Ładowska-Łady tworzą wsie Wola Ładowska i Łady.
W latach 1954–1959 wieś należała i była siedzibą władz gromady Łady, po jej zniesieniu w gromadzie Iłów. W latach 1975–1998 miejscowość należała administracyjnie do województwa płockiego.
Przez miejscowość przebiega droga wojewódzka nr 575.